# メディアッティ・ブロードバンド・コミュニケーションズ
株式会社メディアッティ・ブロードバンド・コミュニケーションズ（英語: Mediatti Broadband Communications）は、MSOメディアッティ・コミュニケーションズのグループ企業で、沖縄県にある在日米軍基地内専門のケーブルテレビ放送とインターネット事業を展開するケーブルテレビ局である。略称はMBC。
2004年4月15日に、アメリカの民間ケーブルテレビ会社であるアメリケーブル・インターナショナルから業務を引き継いで行っている。

## 本社所在地
- 東京都港区西麻布1-2-7 KN127ビル

## サービスエリア
- 嘉手納基地
- 普天間基地
- トリイ通信施設
- キャンプ・フォスター
- キャンプ・シールズ
- キャンプ・ハンセン
- 牧港補給地区
- キャンプ・シュワブ